# Афака
Афака ( afaka sikifi) — складове письмо, винайдене в 1908 році для мови ндюка - поширеної в Суринамі креольської мови на англійській основі. Писемність отримала назву на честь свого творця, Афака Атумісі. Афака використовується до теперішнього часу, проте рівень грамотності носіїв мови низький і становить менше 10%. Письмо афака є єдиним видом писемності, розробленим спеціально для креольської мови.

## Походження
За твердженнями творця, писемність була створена в результаті божественного одкровення. Вона складається з 56 символів, що походять з латинських та арабських літер і цифр, а також традиційних африканських піктограм.
Походження багатьох символів писемності афака залишається неясним. Деякі з них можуть бути символічними зображеннями, що беруть свій початок в Африці. Зокрема, знак для складу [be] може походити з символічного зображення дитини (англ. baby) в лоні матері (англ. belly). Два з'єднаних кола відповідають стилю [wi] (англ. we - ми). Дві з'єднані горизонтальні лінії відповідають стилю [tu] (англ. two - два), а чотири - стилю [fo] (англ. four - чотири). Склад [ne] записується як + і походить від слова name - ім'я (через неграмотність креоли замість підпису ставили хрестик).
Єдиними літерами, відповідними латинській абетці є знаки для голосних a та o, хоча остання може походити від умовного зображення губ, які вимовляють цей звук.

## Принципи
Писемність афака не відображає всієї звукової системи мови ндюка, зокрема, системи тонів. Кінцеві приголосні (наприклад, носова [n]) на письмі не позначаються. Довгі голосні записуються шляхом додавання після складу голосної. Преназалізовані та дзвінкі приголосні позначаються одними і тими ж символами. Склади, що містять голосні [u] і [o], як правило, позначаються однаковими знаками, за винятком складів [o]/[u], [po]/[pu] та [to]/[tu] (таким чином, назва мови може бути прочитана як джука та джок). Після приголосних [l, m, s, w], склади з [e] і [i] також не розрізняються. Один символ використовується для запису [ba] і [pa], а також [u] і [ku]. Не існує символу для позначення поєднання [gw] ([gb])
Ряд згодних має тільки один символ. Такими є:
- [ty], що міститься тільки в складі [tya].
- [kw] ([kp]) в складі [kwa ~ kpa]
- [ny] в складі [nya]
- [dy] в складі [dyu/dyo]

Таким чином, різночитань (за винятком тональних) не існує тільки для складів, що починаються з приголосних [y] і [t].
Є єдиний розділовий знак (|), який відповідає комі або крапці.
Писемність афака не підтримуються в Юнікоді. Єдиний існуючий шрифт погано розроблений.